# Sphaerodactylus williamsi
Sphaerodactylus williamsi е вид влечуго от семейство Sphaerodactylidae. Видът е критично застрашен от изчезване.

## Разпространение и местообитание
Разпространен е в Хаити.
Обитава пустинни области, крайбрежия и плажове.